# Aleksander Narbut-Łuczyński

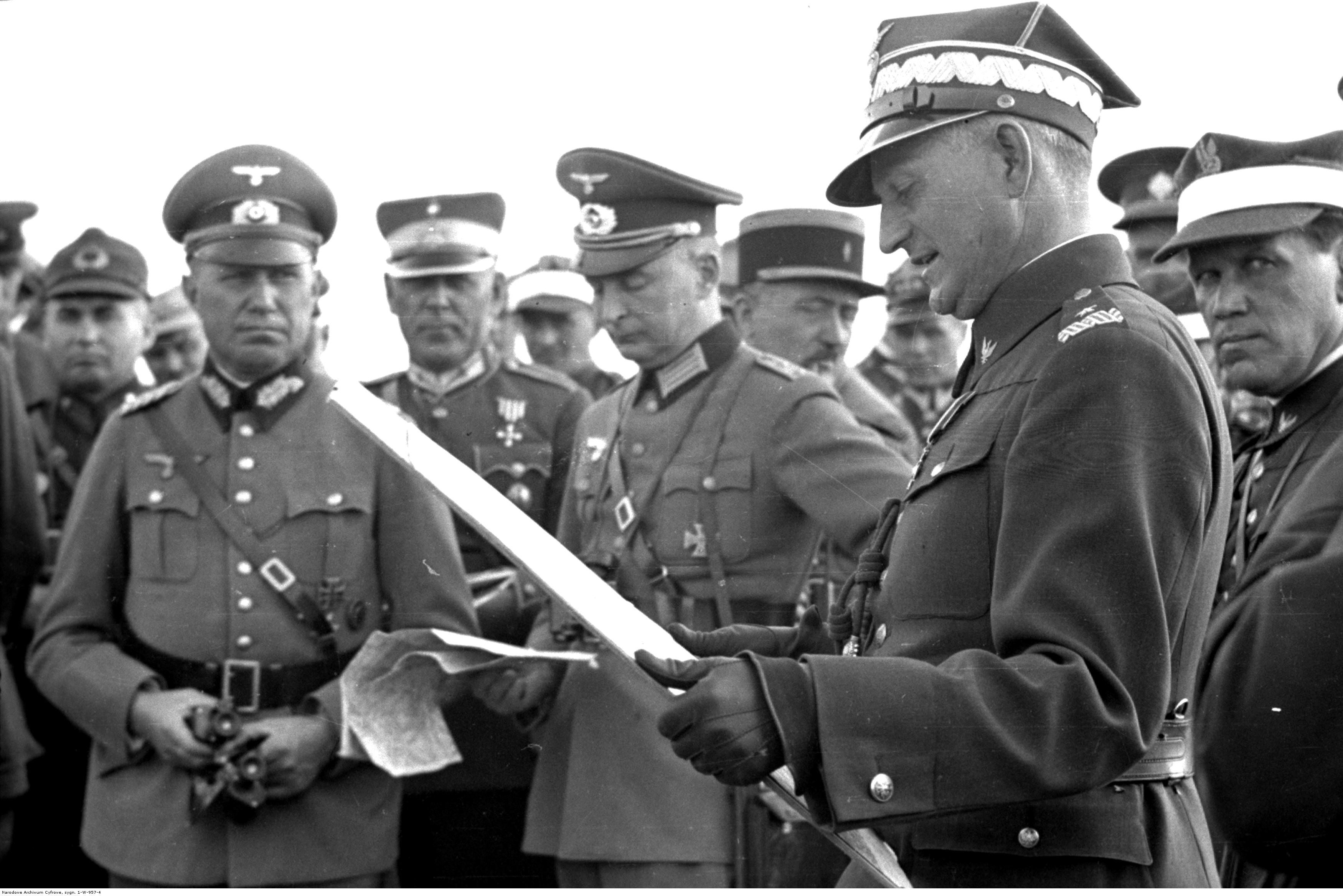
Manewry Wojska Polskiego we wrześniu 1938. – gen. bryg. Aleksander Narbutt-Łuczyński (trzyma mapę) w otoczeniu attaché wojskowych

Aleksander Jerzy Narbut-Łuczyński (ur. 28 lutego 1890 w Skierniewicach, zm. 25 lipca 1977 w New Britain) – generał brygady Wojska Polskiego i Polskich Sił Zbrojnych. Odpowiedzialny za masakrę w Pińsku.

## Życiorys
Urodził się w Skierniewicach, w ówczesnym mieście powiatowym guberni warszawskiej, w rodzinie Michała i Marii z Gajkowskich. W latach 1906–1911 uczył się w siedmioklasowej Szkole Realnej w Skierniewicach. Studiował filozofię na Uniwersytecie Jana Kazimierza we Lwowie skąd przeniósł się na wydział prawa w Liège. Działał w Polskich Drużynach Strzeleckich, od 1913 był komendantem II okręgu w Krakowie. Od sierpnia 1914 do lipca 1917 w Legionach Polskich, dowódca kompanii i batalionu w 5 i 6 pułku piechoty Legionów. 29 września 1914 został mianowany na stopień porucznika i 15 czerwca 1915 na stopień kapitana piechoty. Po kryzysie przysięgowym internowany w Beniaminowie. Sierpień – październik 1918 zastępca komendanta kursów oficerskich Polskiej Siły Zbrojnej. 1 listopada tego roku na czele oddziału 2 pułku piechoty przejął od Austriaków Twierdzę Dęblińską.
Grudzień 1918 – lipiec 1920 organizator i dowódca 34 pułku piechoty. 22 maja 1920 został zatwierdzony z dniem 1 kwietnia 1920 w stopniu pułkownika piechoty, w grupie oficerów byłych Legionów Polskich.
5 kwietnia 1919 roku, w Pińsku, z jego rozkazu podlegli mu żołnierze rozstrzelali 35 osób narodowości żydowskiej.
W okresie lipiec – sierpień 1920 dowódca XVIII Brygady Piechoty, sierpień 1920 – listopad 1921 dowódca Grupy Operacyjnej, a potem 9 Dywizji Piechoty. We wrześniu 1921 został dowódcą 2 Dywizji Piechoty Legionów w Kielcach. 3 maja 1922 został zweryfikowany w stopniu pułkownika ze starszeństwem z 1 czerwca 1919 i 73. lokatą w korpusie oficerów piechoty. 1 grudnia 1924 Prezydent RP Stanisław Wojciechowski na wniosek Ministra Spraw Wojskowych, gen. dyw. Władysława Sikorskiego awansował go na generała brygady ze starszeństwem z dniem 15 sierpnia 1924 i 32. lokatą w korpusie generałów. 20 maja 1930 zwolniony został ze stanowiska dowódcy 2 DP Leg. i mianowany dowódcą Okręgu Korpusu Nr V w Krakowie.
Został osadnikiem wojskowym w kolonii Mikłaszowce, w powiecie grodzieńskim.
W kampanii wrześniowej był dowódcą etapów Armii „Kraków”. Po kampanii wrześniowej internowany w Rumunii w obozie w Băile Herculane. Przedostał się do Francji. Styczeń – marzec 1940 generał do specjalnych poruczeń Ministra Spraw Wojskowych w Paryżu, marzec – czerwiec 1940 w rezerwie oficerskiej Naczelnego Wodza. W lipcu 1940, po ewakuacji do Anglii, został przydzielony do Stacji Zbornej Oficerów Rothesay. W lutym 1941 został członkiem Wojskowego Trybunału Orzekającego. Od czerwca 1942 do 1946 był przewodniczącym Centralnej Komisji Regulaminowej Polskich Sił Zbrojnych.
Po demobilizacji osiadł w USA. Zmarł 25 lipca 1977 w New Britain, w stanie Connecticut. Został pochowany na cmentarzu przy Narodowym Sanktuarium Matki Bożej Częstochowskiej w Doylestown.
W okresie międzywojennym publikował na temat sztuki operacyjnej w „Bellonie”. Autor autobiograficznej książki wydanej w 1966 r. w Londynie U kresu wędrówki. Wspomnienia.
Od 1918 był mężem Natalii z Leskich h. Gończy (zm. 1982), z którą miał córkę Marię z męża Myszkowską (1921–2008) i syna Wojciecha (ur. 1924).

## Ordery i odznaczenia
- Krzyż Srebrny Orderu Virtuti Militari (1921)[14][15]
- Krzyż Komandorski Orderu Odrodzenia Polski (16 marca 1934)[16][17]
- Krzyż Niepodległości (20 stycznia 1931)[18]
- Krzyż Oficerski Orderu Odrodzenia Polski (27 grudnia 1924)[19]
- Krzyż Walecznych (czterokrotnie)[14]
- Złoty Krzyż Zasługi (dwukrotnie: 19 marca 1931[20], 13 maja 1933[21][22])
- Medal Pamiątkowy za Wojnę 1918–1921[14]
- Medal Dziesięciolecia Odzyskanej Niepodległości[14]
- Złota Odznaka Honorowa Ligi Obrony Powietrznej i Przeciwgazowej I stopnia[23]
- Odznaka Honorowa Polskiego Czerwonego Krzyża I stopnia (1935)[24]
- Znak oficerski „Parasol”[25]
- Odznaka „Za wierną służbę”[25]
- Kawaler Orderu Legii Honorowej (Francja)[14]

## Upamiętnienie
- Skierniewice: ulica Narbut-Łuczyńskiego[26]
- Rybienko Leśne w Wyszkowie: tablica pamiątkowa przy dawnej willi Bellona[27]